# Bienvenido a Los Ángeles
Bienvenido a Los Ángeles (inglés: Welcome to L.A.) es una película de drama romántico musical estadounidense de 1976 dirigida por Alan Rudolph y protagonizada por Keith Carradine y un elenco conjunto. La película se centra en temas de desesperación romántica y superficialidad en la clase alta decadente durante la década de 1970, ilustrados a través de un círculo similar a La Ronda de aventuras sexuales y aventuras fallidas que giran en torno a un compositor mujeriego, su padre empresario y sus asociados.

## Trama
El famoso músico Eric Wood (Richard Baskin) planea grabar un álbum de canciones escritas por Carroll Barber (Carradine), que ha estado viviendo en Inglaterra. La anciana mánager de Carroll, Susan Moore (Viveca Lindfors), lleva a Carroll a Los Ángeles para las sesiones de grabación y le alquila una casa a la agente inmobiliaria Ann Goode (Sally Kellerman). Ann está infelizmente casada con el dueño de una tienda de muebles, Jack Goode (John Considine), quien persigue a su joven criada, Linda Murray (Sissy Spacek). Linda a su vez quiere una relación con su amigo Kenneth "Ken" Hood (Harvey Keitel), un joven ejecutivo casado.
Susan espera que Carroll reanude una aventura pasada que tuvieron, pero él la rechaza y, en cambio, tiene relaciones sexuales con Ann cuando ella le muestra su casa. Ann intenta, sin éxito, continuar la aventura visitando a Carroll en su casa y llevando a Linda a limpiar. Sin embargo, Carroll se muestra un mujeriego, aparentemente incapaz de conectarse con nadie. Visita a su rico padre Carl, a quien no ha visto en tres años. Carl, con la ayuda de Ken Hood, ha convertido la pequeña lechería de la familia Barber en un gran negocio. Carroll termina teniendo aventuras con la recepcionista Jeannette (Diahnne Abbott) y la amante fotógrafa de su padre, Nona (Lauren Hutton).
Ken trabaja muchas horas en el negocio de la barbería y descuida a su esposa, Karen Hood (Geraldine Chaplin), ama de casa y madre obsesionada con los viajes en taxi y la película Camille de Greta Garbo . Mientras Carroll bebe y conduce por la ciudad, conoce por casualidad a Karen y se siente atraído por ella. Él la lleva a su casa, pero cuando intenta tener un romance con ella, ella le revela que está casada (aunque no con quién) y se marcha. Más tarde le deja su número de teléfono, pero se niega a atender sus repetidas llamadas. Linda, que se ha mudado a la habitación de invitados de Carroll, invita a Ken a visitarla allí, donde conoce a Ann.
Justo antes de Navidad, Ken está encantado de saber que Carl lo ha nombrado socio del negocio, pero Karen no está contenta de que pase aún más tiempo en el trabajo. En Nochebuena, Ken se emborracha y llama a Ann, pero su cita termina mal porque Ken no puede dejar de pensar en su esposa. Mientras tanto, Jack y Linda pasan la velada juntos, que también termina mal cuando Linda le pide dinero a Jack. Jack y Ann, ambos decepcionados, regresan a casa y tienen relaciones sexuales entre ellos.
Susan enojada le revela a Carroll que a Eric no le gustan sus canciones y que ella y el padre de Carroll sobornaron a Eric para que grabara el álbum para que Carroll viniera a Los Ángeles. Susan y Carl esperaban establecer relaciones separadas con Carroll, pero se vieron frustrados por su falta de respuesta. Karen, la única persona que realmente parece haber despertado el interés de Carroll, finalmente aparece en su casa, pero justo cuando están a punto de tener relaciones sexuales, Ken llama por teléfono, molesto y buscando a su esposa. Al darse cuenta de que Karen es la esposa de Ken y parece interesada principalmente en su esposo, Carroll se va mientras Karen y Ken se reconcilian por teléfono, justo cuando Linda llega a casa. Linda, escuchando a escondidas, escucha la voz de Ken, su propio amor platónico, en el teléfono, diciéndole a Karen las mismas cosas sobre las relaciones que le había dicho antes a Linda. Linda desconecta furtivamente el teléfono y luego intenta vincularse con Karen, quien imita a Garbo en Camille . Carroll va al estudio de grabación y descubre que Eric Wood ha decidido no terminar el álbum.

## Reparto
- Keith Carradine como Carroll Barber
- Sally Kellerman como Ann Goode
- Geraldine Chaplin como Karen Hood
- Harvey Keitel como Ken Hood
- Lauren Hutton como Nona Bruce
- Sissy Spacek como Linda Murray
- Viveca Lindfors como Susan Moore
- Denver Pyle como Carl Barber
- John Considine como Jack Goode
- Richard Baskin como Eric Wood
- Allan F. Nicholls como Dana Howard
- Cedric Scott como Faye
- Mike E. Kaplan como Russell Linden
- Diahnne Abbott como Jeannette Ross

## Recepción de la crítica
Bienvenido a Los Ángeles fue ampliamente criticada como una película vacía, oca y pretenciosa, y la música de Richard Baskin se consideró especialmente irritante. El crítico de The New York Times, Richard Eder, escribió: «Las canciones son un tormento en particular. La música gime, las letras se quejan y el señor Carradine las canta con una especie de contorsión silenciosa, como un gusano moribundo en el fondo de un barril».
John Simon calificó Bienvenido a Los Ángeles como una película tonta y corrupta. Time Out dijo que la película era interesante en retrospectiva, pero que «carece tanto de la espontaneidad inspiradora del mejor trabajo de su productor y mentor Altman como de la calidez de sus propias películas posteriores».
Uno de los pocos críticos que apoyó la película en ese momento fue Jack Kroll de Newsweek, quien describió la película como un «debut extraordinario» para Rudolph, y continuó diciendo que el director «hace un trabajo notable al tejer esta galería de neuróticos en un patrón vívido de interpretaciones nítidas y destiladas». Kroll también consideró del trabajo de Rudolph con Robert Altman, que «ha ido más allá incluso del ejemplo de Altman al dar forma a una película a partir de un concepto de diseño total». Además, elogió a Rudolph por crear un «Los Ángeles que es un Xanadu reluciente de incertidumbre psíquica. Los espejos reúnen a las personas en collages humanos sin alma. El silbido de la siempre presente Nikon de Hutton suena como una pequeña guillotina decapitando la realidad. Las cadencias temblorosas de la música de Baskin evocan ambos la dulzura y la autocomplacencia de Carroll Barber. El director de fotografía Dave Myers trabaja como los nuevos pintores realistas, capturando una metrópolis de superficies bruñidas que parece disolver la voluntad en una nulidad de luz ámbar».
La reseña cápsula de Turner Classic Movies (TCM) advierte: «La partitura musical de Richard Baskin puede afectar su placer visual».
Geraldine Chaplin fue nominada al Premio de Cine de la Academia Británica de Cine como Mejor Actriz de Reparto.
También se ha citado como ejemplo de película coral.

## Medios domésticos
Fue lanzado por primera vez en DVD el 26 de octubre de 2011.
Kino Lorber lanzó la película en Blu-ray el 1 de diciembre de 2015.